# Fallceon quilleri
Fallceon quilleri är en dagsländeart som först beskrevs av Dodds 1923.  Fallceon quilleri ingår i släktet Fallceon och familjen ådagsländor. Inga underarter finns listade i Catalogue of Life.